# Alberto Cavasin
Alberto Cavasin (Treviso, 1956. január 29. –) olasz labdarúgóhátvéd, edző.

## Pályafutása
Alberto Cavasin játékos pályafutása nem mondható jelentősnek; 1973-ban a Treviso csapatában mutatkozott be, majd több másod- és harmadosztályú csapatban is megfordult. 1990-ben fejezte be az aktív játékot.
Ezt követően néhány hónappal a Padova utánpótlásának élére nevezték ki, az 1990-1991 szezonban pedig a Treviso edzője volt egy rövidebb ideig. Ezt követően több harmadosztályú csapatot is irányított, majd 1998-ban az akkor a másodosztály utolsó helyén álló Cesena kispadjára ült le. Irányításával a csapat bennmaradt a szezon végén, Cavasin pedig az élvonalbeli Lecce és Fiorentina csapatát irányította, igaz utóbbi csapat akkoriban a harmadosztályban szerepelt, miután csődeljárást követően kizárták az élvonalból.
2007. január 30-án a Messina edzője lett, Bruno Giordano helyét átvéve. Két hónappal később, április 2-án, 2-0-s vereséget szenvedtek a Cagliaritól, Cavasint pedig menesztették. 2007. június 22-én a Frosinone élére nevezték ki. Csapatát a másodosztály középmezőnyébe vezette. 2008. június 5-én nem hosszabbították meg a szerződését. 2009. május 20-án a Brescia kispadjára ült le, de nem tudta a play-offba vezetni a csapatot. 2010. április 2-án a svájci Bellinzona edzője lett.
2011. március 7-én Domenico Di Carlo helyét vette át a Sampdoria kispadján, de nem tudta benntartani a csapatot az élvonalban. 2016 októberében az angol harmadosztályú Leyton Orient edzője lett, de tíz mérkőzéséből csak kettőt nyert meg, így 2016. november 23-án menesztették. 2017 decembere óta a Santarcangelo edzője.